# 新开铺站
新开铺站是一个京广铁路上的铁路车站，位于湖南省长沙市新开铺，1965年与长沙枢纽左侧外绕线一同建成:19，目前为四等站，邮政编码为410009。目前客运：不办理旅客乘降；办理行李、包裹托运；货运：办理整车、零担货物发到；办理整车货物承运前保管。